# Berkana
Berkana (ook wel Berkanan of Berkano) is de achttiende rune van het oude futhark. De klank is 'B'. Berkana is de tweede rune van de derde Aett. De rune betekent Berk.

## Karaktercodering
| Unicode Codepoint | U+16d2                                |
| Unicode-Name      | RUNIC LETTER BERKANAN BEORC BJARKAN B |
| HTML              | &#5842;                               |